# Liste des reptiles les plus gros
Cette liste des plus gros reptiles prend en compte à la fois la longueur du corps et la masse à la fois moyenne et maximale. Les crocodiliens atteignent une longueur de 4 m et une masse de 500 kg ou plus. Il convient de mentionner que contrairement au poids maximal des mammifères, des oiseaux ou des poissons, la masse des reptiles est souvent mal documentée, donc sujette à conjectures et à estimations.
Le crocodile marin est considéré comme le plus grand reptile existant, mesurant jusqu'à 6.32 m de longueur et peser environ 1 000-1 500 kg. Des spécimens plus grands ont été signalés, dont le plus grand atteignait 7 m de long pour une masse estimée à 2 000 kg.

## Liste
| Rang | Espèce                       | Illustration                                                             | Poids moyen (kg) | Poids maximum (kg) | Longueur maximum (m) |
| ---- | ---------------------------- | ------------------------------------------------------------------------ | ---------------- | ------------------ | -------------------- |
| 1    | Crocodile marin              | Kakadu_3620                                                              | 400-1 300,       | 2 000              | 7                    |
| 2    | Crocodile du Nil,            | NileCrocodile—Etiopia-Omo-River-Valley-01                                | 250-900,         | 1 090              | 6.5                  |
| 3    | Crocodile américain          | Crocodylus_acutus_jalisco_mexico                                         | 150-600          | 1 283              | 7                    |
| 4    | Crocodile de l'Orénoque      | Orinoco_crocodile_Cocodrilo_del_Orinoco_(Crocodylus_intermedius)         | 200-700          | 1 100              | 7                    |
| 5    | Caïman noir                  | Jacaré_Açú                                                               | 300-500          | 1 100,             | 6                    |
| 6    | Alligator d'Amérique         | Two_american_alligators                                                  | 200-500,         | 1 000              | 5.8                  |
| 7    | Gavial du Gange              | Gavialis_gangeticus_in_Prague_Zoo                                        | 160-680,         | 1 000              | 7                    |
| 8    | Tortue luth                  | Close_up_of_Leatherback_turtle_-_DPLA_-_d4ddd2fbaacd1721cf967f9263e08909 | 200-500          | 961.1              | 3                    |
| 9    | Faux-gavial de Malaisie      | Onechte_Gaviaal_(7815437740)                                             | 100-590,         | 800                | 7                    |
| 10   | Crocodile des marais         | Mugger_crocodile_(Crocodylus_palustris)_walking                          | 160-450          | 700                | 5.63                 |
| 11   | Faux-gavial d'Afrique        | Krokodýl_štítnatý                                                        | 125 - 325,       | 667                | 4.5                  |
| 12   | Caouanne                     | Loggerhead_Sea_Turtle-Caretta_caretta_(17298266875)                      | 100-350,         | 545                | 2.1                  |
| 13   | Tortue verte                 | Chelonia_mydas_183369049                                                 | 100–320          | 500,               | 1.8                  |
| 14   | Tortue géante des Galápagos  | Chelonoidis_porteri_114750622                                            | 150-300          | 417                | 1.8                  |
| 15   | Tortue géante des Seychelles | Aldabra_giant_tortoise_2                                                 | 132-250          | 360                | 1.5                  |